# Emilie Autumn
Emilie Autumn Fritzges (22 septembrie 1979, Malibu, California, SUA) este cîntăreață, compozitoare, violonistă și poetă americană. Cunoscută în special datorită diversității stilurilor muzicale abordate și îmbinării muzicii cu efecte folosite în special în dramaturgie.
Albumul său de debut, Enchant, îmbină mai multe stiluri muzicale, în special cel clasic și muzica de cabaret, denumite de Autumn „fantasy rock“. Stilul vestimentar, la început compus din costume de Zînă, costume de carnaval și coafuri roz, evoluează pe parcursul editării albumelor, fixîndu-se în cele din urmă la perioada Victoriană și coafuri roșii sau roz. Albumul său Opheliac evoluează de la așa-zisul „fantasy rock“ la un sound industrial, îmbinînd atît sintetizatoare cît și instrumente tradiționale precum  vioara și harpa, astfel născîndu-se un sound denumit de specialiștii în domeniu „violindustrial“ sau „Victoriandustrial“.
Deși inițial semnase cu renumite case de discuri în cele din urmă Emilie Autumn își va lansa propria casa de producere muzicală, Traitor Records, propria casă de design și accesorii, WillowTechHouse, și propriul parfum, Mistress.

## Discografie
Albume
- On A Day... (2000)
- Enchant (2002, rereleased 2007)
- Your Sugar Sits Untouched (2005, CD and poetry book)
- Opheliac (2006)
- Laced/Unlaced (2007)
- A Bit O' This & That (2007)
- Fight like a Girl (2010)

EP și single
- Chambermaid (EP) (2001)
- By The Sword (EP) (2001)
- Opheliac (2006, preview EP)
- Liar/Dead Is The New Alive (2007)
- 4 o'Clock (2008)

Ediții limitate
- Opheliac (Digipak)
- Liar/Dead Is The New Alive (Digipak)
- Laced/Unlaced (Double CD and hardcover photo book)
- Enchant (CD and limited hardcover-digibook)
- A Bit O' This & That (CD and limited hardcover-digibook)

Colaborări
- Voce de fundal și vioară pentru albumul America's Sweetheart (2004) de Courtney Love
- Voce de fundal și vioară pentru piesa „DIA“ din albumul TheFutureEmbrace (2005) de Billy Corgan
- Vioară pentru piesa „Dethharmonic“ pentru Dethklok's The Dethalbum (2007)
- Compoziția „Organ Grinder“ la varianta pentru Europa a coloanei sonore pentru filmul Saw III
- Versiune remix pentru „Dead Is The New Alive“ la varianta internațională a coloanei sonore pentru filmul Saw IV.